# Biscarrosse
Biscarrosse (Biscarròssa, en occitan) est une commune du Sud-Ouest de la France, située dans le département des Landes en région Nouvelle-Aquitaine. Biscarrosse, capitale de l'hydraviation, est une station balnéaire réputée, notamment pour ses spots de surf.
Ses habitants sont les Biscarrossais. Avec 160,48 km2, c’est la plus grande commune du département. C’est la troisième par la population, derrière Mont-de-Marsan et Dax.

## Géographie

### Localisation
Biscarrosse se situe en Pays de Born entre le lac de Cazaux et le lac de Biscarrosse et de Parentis. La commune est limitrophe du département de la Gironde.

### Communes limitrophes
Les communes limitrophes sont La Teste-de-Buch, Gastes, Parentis-en-Born, Sanguinet, Lugos et Ychoux.
|                  | La Teste-de-Buch (Gironde) | Sanguinet                                     |
| Océan Atlantique | Biscarrosse                | Lugos (Gironde), Ychoux, (par un quadripoint) |
|                  | Gastes                     | Parentis-en-Born                              |

### Climat
Pour des articles plus généraux, voir Climat de la Nouvelle-Aquitaine et Climat des Landes.
Historiquement, la commune est exposée à un climat océanique aquitain.  
En 2020, Météo-France publie une typologie des climats de la France métropolitaine dans laquelle la commune est exposée à un climat océanique et est dans la région climatique  Littoral charentais et aquitain, caractérisée par une pluviométrie élevée en automne et en hiver, un bon ensoleillement, des hiver doux (6,5 °C), soumis à la brise de mer.
Pour la période 1971-2000, la température annuelle moyenne est de 13,4 °C, avec une amplitude thermique annuelle de 13,9 °C. Le cumul annuel moyen de précipitations est de 992 mm, avec 12,8 jours de précipitations en janvier et 7,1 jours en juillet. Pour la période 1991-2020, la température moyenne annuelle observée sur la station météorologique installée sur la commune est de 14,6 °C et le cumul annuel moyen de précipitations est de 851,5 mm,. Pour l'avenir, les paramètres climatiques de la commune estimés pour 2050 selon différents scénarios d’émission de gaz à effet de serre sont consultables sur un site dédié publié par Météo-France en novembre 2022.
| Mois                                  | jan.             | fév.          | mars          | avril           | mai           | juin           | jui.           | août           | sep.           | oct.          | nov.            | déc.            | année      |
| ------------------------------------- | ---------------- | ------------- | ------------- | --------------- | ------------- | -------------- | -------------- | -------------- | -------------- | ------------- | --------------- | --------------- | ---------- |
| Température minimale moyenne (°C)     | 5                | 5             | 7,1           | 9,1             | 12,4          | 15,3           | 17,4           | 17,5           | 14,9           | 12,3          | 8,2             | 5,8             | 10,8       |
| Température moyenne (°C)              | 8,2              | 8,7           | 11,1          | 13              | 16,3          | 19,2           | 21,2           | 21,5           | 19,2           | 16,1          | 11,6            | 8,9             | 14,6       |
| Température maximale moyenne (°C)     | 11,4             | 12,4          | 15,1          | 16,9            | 20,3          | 23,1           | 25             | 25,6           | 23,5           | 19,9          | 15              | 12              | 18,4       |
| Record de froid (°C) date du record   | −13,6 15.01.1985 | −7,8 09.02.12 | −7 06.03.1971 | −0,6 12.04.1986 | 2,9 05.05.19  | 5,2 01.06.1967 | 8,1 06.07.1965 | 9,2 26.08.1965 | 5,8 21.09.1977 | −0,2 25.10.03 | −3,6 22.11.1998 | −8,4 30.12.1996 | −13,6 1985 |
| Record de chaleur (°C) date du record | 23 01.01.23      | 24,8 27.02.19 | 27,7 31.03.21 | 30,8 14.04.15   | 35,1 25.05.17 | 41,7 18.06.22  | 42,6 18.07.22  | 40,7 04.08.03  | 37,4 12.09.22  | 34,5 02.10.23 | 27,7 08.11.15   | 24,2 03.12.1985 | 42,6 2022  |
| Ensoleillement (h)                    | 967              | 1 197         | 1 798         | 1 977           | 2 315         | 243            | 2 607          | 2 522          | 2 124          | 1 504         | 1 044           | 887             | 21 372     |
| Précipitations (mm)                   | 86,6             | 64,5          | 57,9          | 65,7            | 64            | 61,2           | 40,8           | 56,4           | 72,7           | 77,9          | 115,2           | 88,6            | 851,5      |

### Montée des eaux
En 2022, Biscarrosse fait partie d'une liste établie par le gouvernement des 126 communes de France qui devront s’adapter en priorité à la montée du niveau de la mer,.

## Urbanisme

### Typologie
Au 1er janvier 2024, Biscarrosse est catégorisée petite ville, selon la nouvelle grille communale de densité à sept niveaux définie par l'Insee en 2022.
Elle appartient à l'unité urbaine de Biscarrosse, une unité urbaine monocommunale constituant une ville isolée,. Par ailleurs la commune fait partie de l'aire d'attraction de Biscarrosse, dont elle est la commune-centre,. Cette aire, qui regroupe 7 communes, est catégorisée dans les aires de moins de 50 000 habitants,.
La commune, bordée par deux plans d’eau intérieurs d’une superficie supérieure à 1 000 hectares, le lac de Cazaux et de Sanguinet et le lac de Biscarrosse et de Parentis, est également une commune littorale au sens de la loi du 3 janvier 1986, dite loi littoral. Des dispositions spécifiques d’urbanisme s’y appliquent dès lors afin de préserver les espaces naturels, les sites, les paysages et l’équilibre écologique du littoral, tel le principe d'inconstructibilité, en dehors des espaces urbanisés, sur la bande littorale des 100 mètres, ou plus si le plan local d’urbanisme le prévoit.

### Occupation des sols

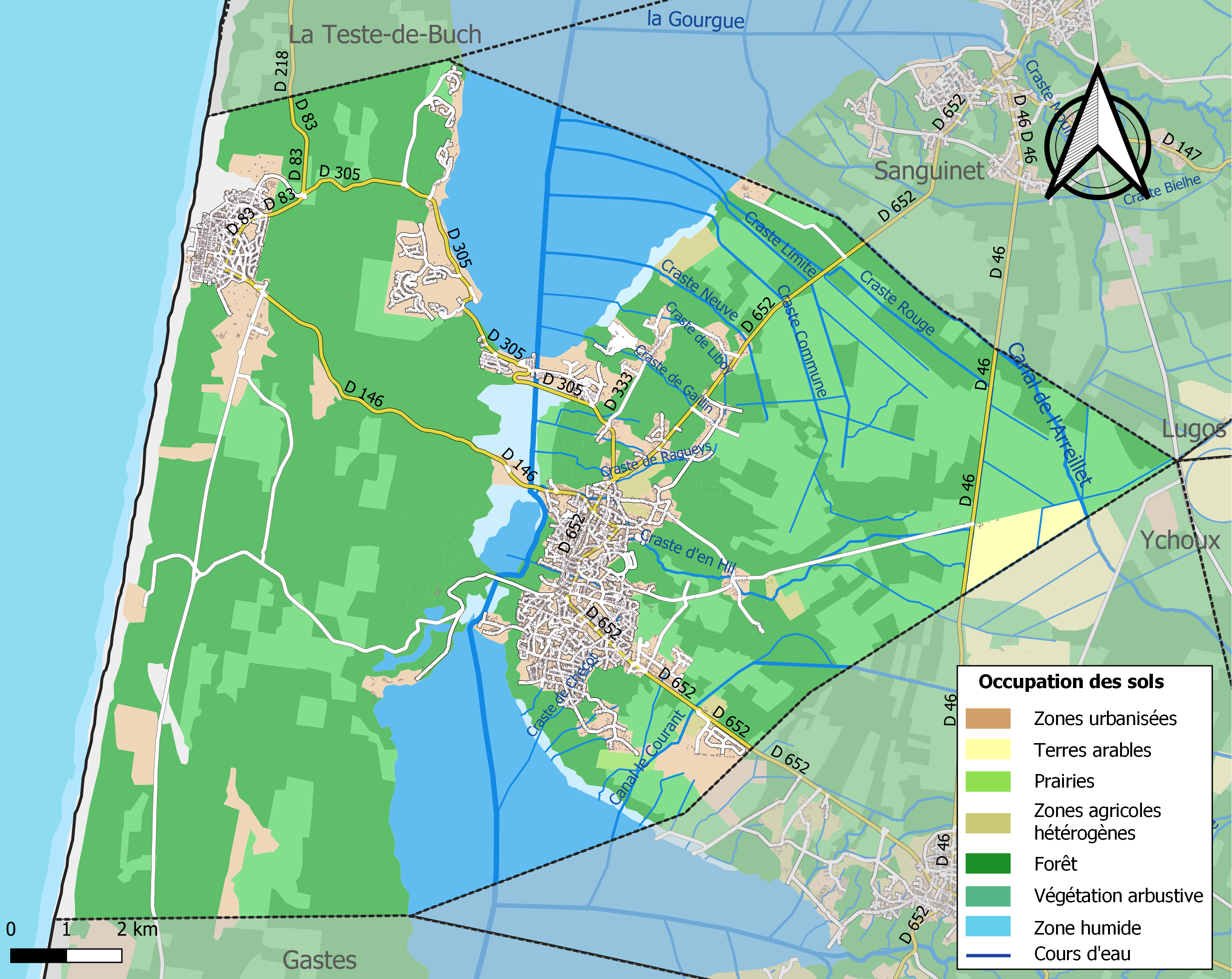
Carte des infrastructures et de l'occupation des sols de la commune en 2018 (CLC).

L'occupation des sols de la commune, telle qu'elle ressort de la base de données européenne d’occupation biophysique des sols Corine Land Cover (CLC), est marquée par l'importance des forêts et milieux semi-naturels (68,5 % en 2018), en diminution par rapport à 1990 (70,9 %). La répartition détaillée en 2018 est la suivante : forêts (46 %), milieux à végétation arbustive et/ou herbacée (20,4 %), eaux continentales (15,4 %), zones urbanisées (7,3 %), zones industrielles ou commerciales et réseaux de communication (2,9 %), espaces verts artificialisés, non agricoles (2,2 %), espaces ouverts, sans ou avec peu de végétation (2 %), zones humides intérieures (1,6 %), terres arables (0,9 %), zones agricoles hétérogènes (0,8 %), zones humides côtières (0,3 %), prairies (0,2 %). L'évolution de l’occupation des sols de la commune et de ses infrastructures peut être observée sur les différentes représentations cartographiques du territoire : la carte de Cassini (XVIIIe siècle), la carte d'état-major (1820-1866) et les cartes ou photos aériennes de l'IGN pour la période actuelle (1950 à aujourd'hui).

### Lieux-dits, hameaux et écarts
Commune la plus étendue du département des Landes, avec une superficie de 19 308 hectares (près du double de celle de Paris), troisième ville du département en nombre d'habitants, elle se décline en trois pôles complémentaires :
- Biscarrosse-Bourg, centre administratif et commercial de la ville,
- Biscarrosse-Plage, station balnéaire sur l'océan Atlantique,
- Biscarrosse-Lac, à 7 km du centre-ville, au bord de l'étang de Cazaux et de Sanguinet. Constituée de hameaux résidentiels, elle abrite le golf et les ports de Maguide et Navarrosse.

### Voies de communication et transports

#### Voies de communication
| 598 odonymes recensés à Biscarrosse au 28 décembre 2013 | 598 odonymes recensés à Biscarrosse au 28 décembre 2013 | 598 odonymes recensés à Biscarrosse au 28 décembre 2013 | 598 odonymes recensés à Biscarrosse au 28 décembre 2013 | 598 odonymes recensés à Biscarrosse au 28 décembre 2013 | 598 odonymes recensés à Biscarrosse au 28 décembre 2013 | 598 odonymes recensés à Biscarrosse au 28 décembre 2013 | 598 odonymes recensés à Biscarrosse au 28 décembre 2013 | 598 odonymes recensés à Biscarrosse au 28 décembre 2013 | 598 odonymes recensés à Biscarrosse au 28 décembre 2013 | 598 odonymes recensés à Biscarrosse au 28 décembre 2013 | 598 odonymes recensés à Biscarrosse au 28 décembre 2013 | 598 odonymes recensés à Biscarrosse au 28 décembre 2013 | 598 odonymes recensés à Biscarrosse au 28 décembre 2013 | 598 odonymes recensés à Biscarrosse au 28 décembre 2013 | 598 odonymes recensés à Biscarrosse au 28 décembre 2013 |
| Allée                                                   | Avenue                                                  | Bld                                                     | Chemin                                                  | Escalier                                                | Impasse                                                 | Passage                                                 | Place                                                   | Quai                                                    | Route                                                   | Rue                                                     | Ruelle                                                  | Sentier                                                 | Villa                                                   | Autres                                                  | Total                                                   |
| ------------------------------------------------------- | ------------------------------------------------------- | ------------------------------------------------------- | ------------------------------------------------------- | ------------------------------------------------------- | ------------------------------------------------------- | ------------------------------------------------------- | ------------------------------------------------------- | ------------------------------------------------------- | ------------------------------------------------------- | ------------------------------------------------------- | ------------------------------------------------------- | ------------------------------------------------------- | ------------------------------------------------------- | ------------------------------------------------------- | ------------------------------------------------------- |
| 58                                                      | 76                                                      | 3                                                       | 56                                                      | 0                                                       | 79                                                      | 2                                                       | 14                                                      | 0                                                       | 8                                                       | 296                                                     | 0                                                       | 0                                                       | 0                                                       | 5                                                       | 598                                                     |
| Notes « N »                                             | Notes « N »                                             | 1. 2. 3. 4. 5.                                          | 1. 2. 3. 4. 5.                                          | 1. 2. 3. 4. 5.                                          | 1. 2. 3. 4. 5.                                          | 1. 2. 3. 4. 5.                                          | 1. 2. 3. 4. 5.                                          | 1. 2. 3. 4. 5.                                          | 1. 2. 3. 4. 5.                                          | 1. 2. 3. 4. 5.                                          | 1. 2. 3. 4. 5.                                          | 1. 2. 3. 4. 5.                                          | 1. 2. 3. 4. 5.                                          | 1. 2. 3. 4. 5.                                          | 1. 2. 3. 4. 5.                                          |
| Sources : rue-ville.info & OpenStreetMap                |                                                         |                                                         |                                                         |                                                         |                                                         |                                                         |                                                         |                                                         |                                                         |                                                         |                                                         |                                                         |                                                         |                                                         |                                                         |

#### Transports en commun
Pendant la période estivale un réseau de navettes dessert Biscarrosse reliant le bourg aux plages.

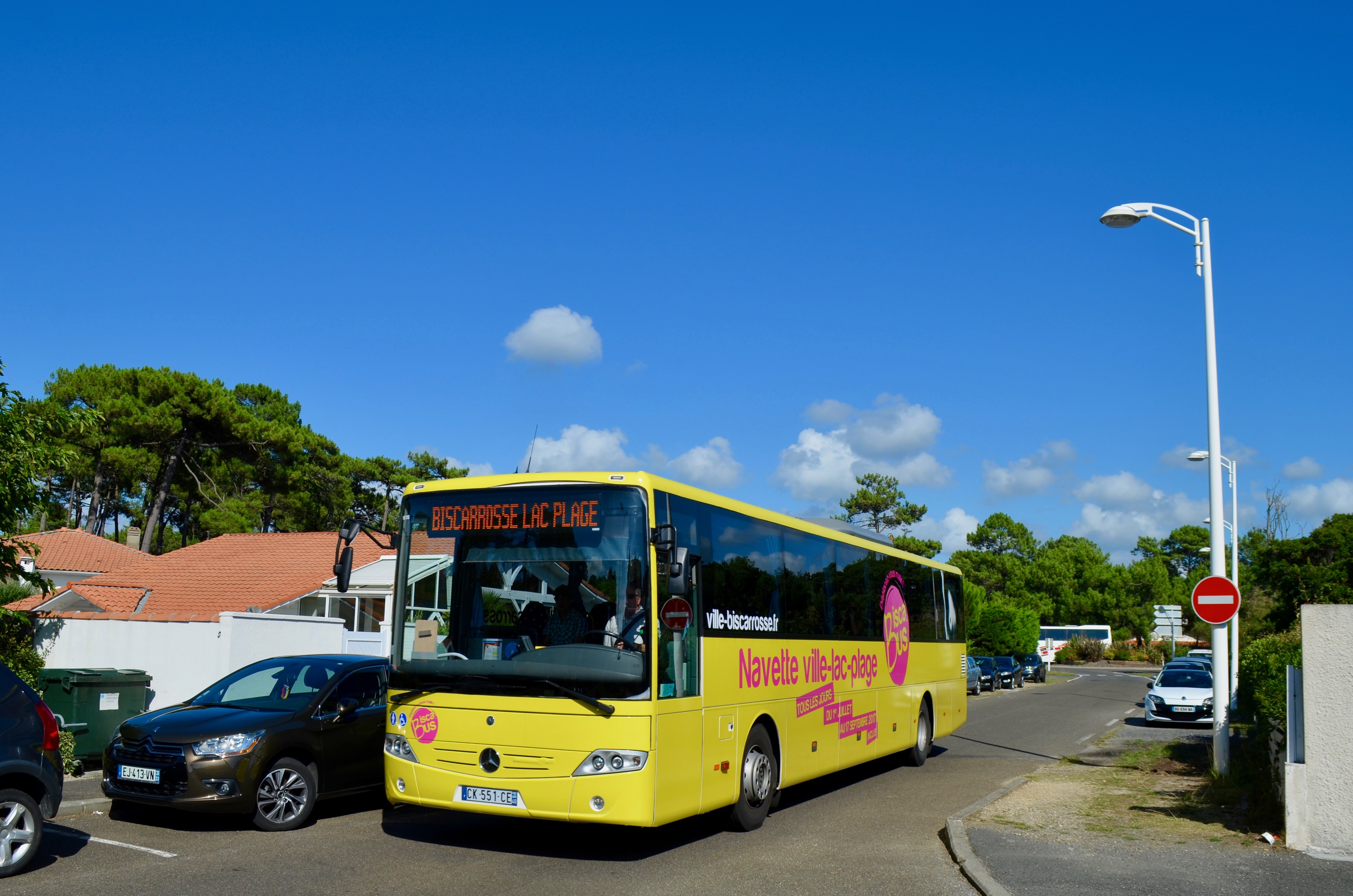
Ligne estivale.

### Risques naturels et technologiques
Le territoire de la commune de Biscarrosse est vulnérable à différents aléas naturels : météorologiques (tempête, orage, neige, grand froid, canicule ou sécheresse), feux de forêts, mouvements de terrains et séisme (sismicité très faible). Il est également exposé à un risque technologique, le transport de matières dangereuses, et à un risque particulier : le risque de radon. Un site publié par le BRGM permet d'évaluer simplement et rapidement les risques d'un bien localisé soit par son adresse soit par le numéro de sa parcelle.

#### Risques naturels
Biscarrosse est exposée au risque de feu de forêt. Depuis le 20 avril 2016, les départements de la Gironde, des Landes et de Lot-et-Garonne disposent d’un règlement interdépartemental de protection de la forêt contre les incendies. Ce règlement vise à mieux prévenir les incendies de forêt, à faciliter les interventions des services et à limiter les conséquences, que ce soit par le débroussaillement, la limitation de l’apport du feu ou la réglementation des activités en forêt. Il définit en particulier cinq niveaux de vigilance croissants auxquels sont associés différentes mesures,.
Les mouvements de terrains susceptibles de se produire sur la commune sont un recul du trait de côte et de falaises et des tassements différentiels.

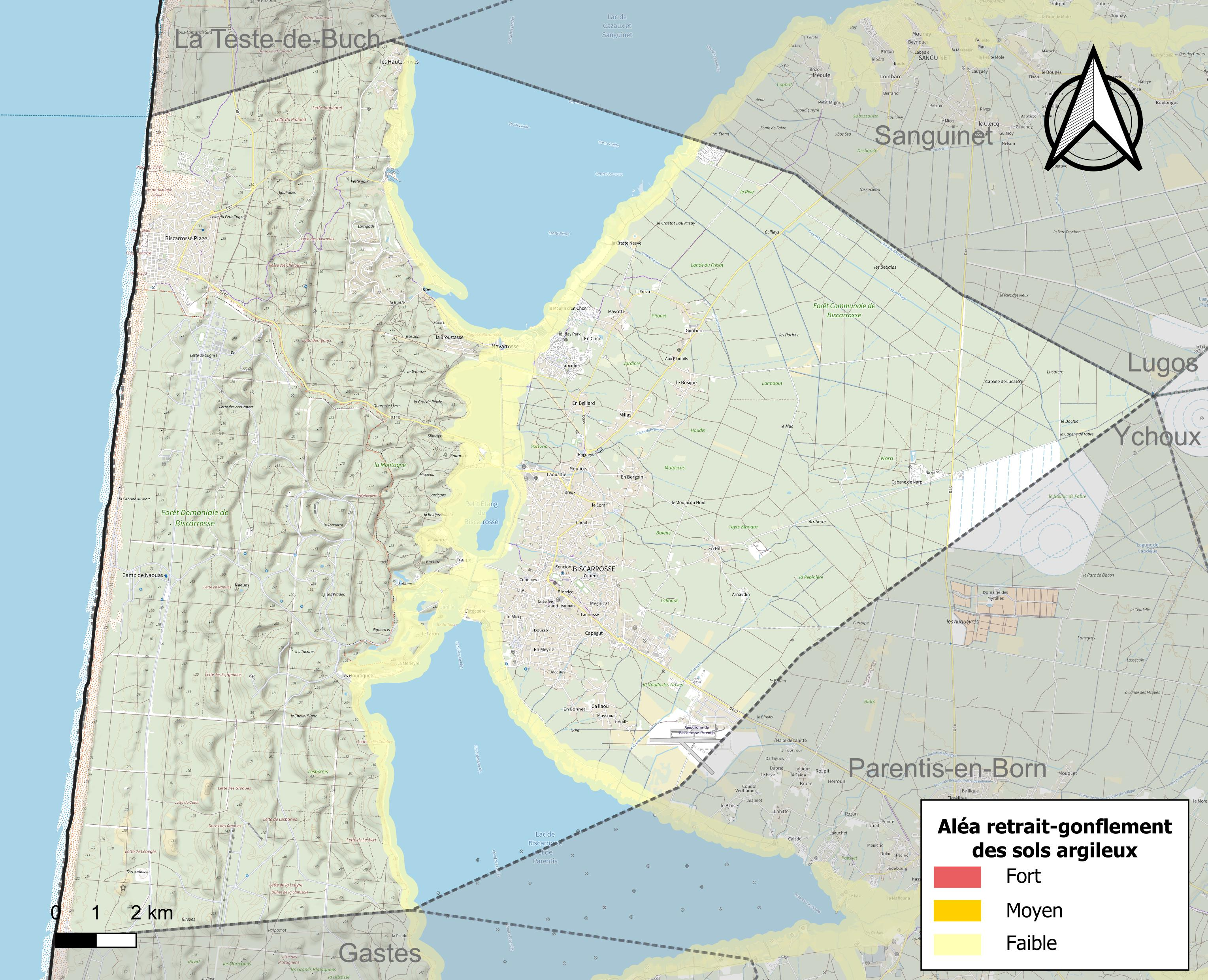
Carte des zones d'aléa retrait-gonflement des sols argileux de Biscarrosse.

Le retrait-gonflement des sols argileux est susceptible d'engendrer des dommages importants aux bâtiments en cas d’alternance de périodes de sécheresse et de pluie. Aucune partie du territoire de la commune n'est en aléa moyen ou fort (19,2 % au niveau départemental et 48,5 % au niveau national). Sur les 8 059 bâtiments dénombrés sur la commune en 2019, aucun n'est en aléa moyen ou fort, à comparer aux 17 % au niveau départemental et 54 % au niveau national. Une cartographie de l'exposition du territoire national au retrait gonflement des sols argileux est disponible sur le site du BRGM,.
La commune a été reconnue en état de catastrophe naturelle au titre des dommages causés par les inondations et coulées de boue survenues en 1999, 2003, 2009 et 2020 et au titre des inondations par remontée de nappe en 2014 et 2021 et par des mouvements de terrain en 1999

#### Risques technologiques
Le risque de transport de matières dangereuses sur la commune est lié à sa traversée par une ou des infrastructures routières ou ferroviaires importantes ou la présence d'une canalisation de transport d'hydrocarbures. Un accident se produisant sur de telles infrastructures est susceptible d’avoir des effets graves sur les biens, les personnes ou l'environnement, selon la nature du matériau transporté. Des dispositions d’urbanisme peuvent être préconisées en conséquence.

#### Risque particulier
Dans plusieurs parties du territoire national, le radon, accumulé dans certains logements ou autres locaux, peut constituer une source significative d’exposition de la population aux rayonnements ionisants. Selon la classification de 2018, la commune de Biscarrosse est classée en zone 2, à savoir zone à potentiel radon faible mais sur lesquelles des facteurs géologiques particuliers peuvent faciliter le transfert du radon vers les bâtiments.

## Toponymie
Le nom de la localité est attesté au Moyen Âge sous la forme Biscarrossa in Borno en 1274.
Le premier élément Biscar- représente un pré-roman *bisk- + -ar, d'où gascon bisquère « crête, dos ». Par pré-roman, il faut sans doute entendre l'aquitanique, (ou basco-aquitain) ou directement le basque bizkar « dos, colline, crête »,. bizkar « crête » est attesté chez Ptolémée sous la forme Biscargis et peut-être dans Rome, CIL, 709  : ARBISCAR. Cf. en particulier Visker (Bisquer en 1283), Viscos (Hautes-Pyrénées).
Il est suivi du suffixe aquitain -ossum (ou -ossu) / -os,. Chez Dauzat, -um latinise mais montre aussi que le suffixe est probablement différent de -os qui est quant à lui comparable au basque -oz, réalisé parfois -otz. Il s'agit sans doute d'une forme secondaire -ossa comme dans le type Sangosse équivalent du Sangüesa espagnol (Sangossa en 1095) qui se dit encore aujourd’hui Zangoza en basque, à moins que ce soit un latinisme.
Il s'agit d'un nom de lieu à caractère topographique décrivant les reliefs alignés, des dunes anciennes et boisées appelées Montanha en gascon, entre Biscarrosse et la côte, actuellement appelés La Montagne.
Il a pour presque homonyme le nom de Biscarrués (Biscaruesse en 1083), ville située dans la province de Huesca (Espagne), où le suffixe -os s'est diphtongué en -ués (cf. gascon pòrta, castillan puerta « porte »).

## Histoire

### Moyen Âge
Le château de Biscarrosse, au départ, modeste maison avec 4 pièces et 2 tours date du XIIe siècle. Cependant, il a été transformé en château de style Renaissance au XVIe siècle. Il est possible qu'il ait servi de manière ponctuelle de lieu de villégiature au Prince Noir, Edouard de Woodstock, pendant la guerre de Cent Ans.
La première trace écrite qui atteste l'existence juridique de Biscarrosse est une charte qui confirme les privilèges ultérieurs des habitants. Elle est établie le 2 juillet 1277 dans un contexte de contentieux avec un seigneur voisin, le sire de Pommiers. Ce texte dont l'original est conservé à la Tour de Londres rend inattaquable les privilèges des habitants.
Extrait : « Regnault Thibaut aisné, fils du Roy d'Angleterre, prince d'Aquitaine et de Gales, duc de Cornoaille, Comte de Cestres, à notre seneschal d'Aquitaine et a son lieutenant salut. Démontré nous ont les parrochiens et habitans du lieu et paroisse de Biscarrosse, nos hommes et nos subjets disans que comme ils soyent et ayent esté, ça enreyre, en bonne vraye, corporelle possession et saisine franchement et lebérelment comme nos francs et libéraux de paduenter leur bestial gros et menu, de faire cabane, de faire ardoise, de faire gomme et résine, de sempner bled, de planter vigne, de faire maisons et hostels, icelle abbatre et remuer de lieu en autre et de faire toutes les autres volontés comme de leur propre chouse. »
Ce texte, en plus de lister les obligations et les droits des habitants de Biscarrosse, précise également le champ d'application géographique de ces privilèges. Les limites évoquées dans le texte coïncident parfaitement avec les limites actuelles de la commune.
Ce texte a été confirmé par la monarchie française à 4 occasions : en 1486 par Charles VIII L'affable, en 1557 par Henri II, en 1615 par Louis XIII le Juste, et enfin en 1676 par Louis XIV. Il est à noter que les droits mentionnés dans ce texte sont toujours partiellement en vigueur à travers la forêt usagère de Biscarrosse.

### Liste des seigneurs de Biscarrosse
- 1277 à 1398 : famille de Pommiers
- 1398 à 1415 : incertain/vacance de la fonction
- 1415 à 1456 : famille de Montferrand
- 1456 à 1663 : famille St Martin
- 1663 à 1750 : famille de Caupos
- 1750 à 1829 : famille de Verthamon
- 1829 à 1951 : famille Marcellus

Depuis 1951, la famille d'Antin de Vaillac porte le titre de comte de Biscarrosse.

### Développement de l'aviation dans les années 1930
L'histoire de cette commune longtemps tournée vers la sylviculture et l'élevage a été marquée par l'aviation à partir des années 1930, avec la création de la base des hydravions Latécoère. En effet, le 10 juin 1929, en conseil municipal, Me Fabre, alors maire de Biscarrosse, fait part d'une lettre qu'il a reçu d'un industriel toulousain Pierre-Georges Latécoère. Celui-ci désire acquérir des terrains en bordure du lac de Biscarrosse et de Parentis pour y installer des ateliers de montage d'hydravion. Une fois la vente actée, le 28 juillet 1930, arrive, depuis Toulouse, le Laté 38-02, en pièces détachées. Le premier vol est réalisé un mois plus tard, le 24 août. Tout au long des années 1930, l'Hydrobase se développe : de grands noms de l'aviation française y volent – Jean Mermoz, Saint-Exupéry, Hébrard, par exemple.
Tout au long de la période les capacités et les performances des appareils s'améliorent et s'étoffent : le Laté 521 (type « Lieutenant de vaisseau de Paris ») mesure 49 mètres de largeur pour 31 mètres de longueur et peut transporter jusqu'à 70 passagers. 
La guerre éclate en septembre 1939 et casse cette dynamique. Dès le début du conflit, la base de Biscarrosse est placée sous le commandement de la Marine. Les Allemands occupent Biscarrosse de juin 1940. Ils y restent jusqu'en août 1944.
L'Aéropostale, puis le transport de passagers, en particulier la compagnie Air France, ont décollé du lac de Parentis-Biscarrosse, appelé également « lac Latécoère ».
Après la disparition des hydravions transatlantiques et leur remplacement par des avions terrestres, la base de Biscarrosse a été fermée.
Notez aussi que le 1er mai 1966 un centre d'incendie et de secours est ouvert à l'entrée du site DGA Essais de missiles. Cette unité est armée par des effectifs de la Brigade de Sapeurs Pompiers de Paris, équipés, soldés et missionnés par la Direction Générale de l'Armement pour intervenir sur son emprise. Ils peuvent aussi assurer le secours à victimes à Biscarrosse-plage et  lutter contre les feux de forêts en renfort du Service Départemental d'Incendie et de Secours de Biscarrosse. 

### Implantation du Centre d'Essais des Landes
Les accords d'Évian, qui mettent fin à la guerre d'Algérie, prévoient la restitution des sites militaires français, notamment les champs de tir du Sahara, tel celui d'Hammaguir, restitué en juillet 1967. Dès 1962, Pierre Messmer décide d'implanter un nouveau centre pour les missiles balistiques français. Le premier engin est lancé en 1964. Dans la foulée de la création quelque 1 500 familles essentiellement des militaires et des techniciens s'installent, ce qui ne manque pas de dynamiser le commerce local. Cependant, depuis 2002 avec la professionnalisation croissante de l'armée et la réduction des activités de lancements, on assiste à une baisse des effectifs en présence sur le site.

### Biscarrosse dans les arts
Biscarrosse est citée dans le poème d’Aragon, Le Conscrit des cent villages, écrit comme acte de Résistance intellectuelle de manière clandestine au printemps 1943, pendant la Seconde Guerre mondiale.

### Chemin de fer
Biscarrosse fut desservie par le chemin de fer pendant le XXe siècle. En effet, la ville possédait une gare, qui se trouvait sur la ligne de Ychoux à Biscarrosse de la compagnie locale des Voies ferrées des Landes. La ligne, prolongée à Biscarrosse-Bourg en 1903 puis à Biscarrosse-Plage en 1909, fut construite essentiellement pour desservir des établissements industriels mais connut un trafic voyageurs important. Elle a fermé au trafic voyageurs en 1960 et a été détruite dans les années 1990. Seuls les bâtiments de l'ancienne gare subsistent aujourd'hui.
Cette ancienne voie ferrée a été aujourd'hui transformée en piste cyclable et fait partie de la « Vélodyssée » qui va de Roscoff à Bayonne sur plus de 1 200 km en site propre.

## Politique et administration

### Liste des maires
| Période | Période  | Identité        | Étiquette | Qualité |
| ------- | -------- | --------------- | --------- | --- |
| 1965    | 1969     | André Lasserre  |           | |
| 1977    | 1989     | Roger Ducom     | RPR       | Conseiller général du canton de Parentis-en-Born (1982-1994) |
| 1989    | 2001     | Pierre Junca    | UDF       | Médecin |
| 2001    | 2020     | Alain Dudon     | UMP-LR    | Ingénieur au CEL retraité Conseiller général du canton de Parentis-en-Born (2008-2015) Président de la Communauté de communes des Grands Lacs (2014-2020) Conseiller départemental du canton des Grands Lacs (2015-2021)                      |
| 2020    | En cours | Hélène Larrezet | DVD       | Conseillère en gestion de patrimoine Présidente du Pays Landes Nature Côte d'Argent (2014-2020) Vice-Présidente de la Communauté de communes des Grands Lacs (depuis 2020) Conseillère départementale du canton des Grands Lacs (depuis 2021) |

### Jumelages
Biscarrosse est jumelée avec les villes suivantes :
- Forchheim (Allemagne) depuis 1975 ;
- Pombal (Portugal) depuis 1985.

## Équipements et services publics

### Enseignement
Biscarrosse possède quatre écoles primaires :
- École Meyrie, au bourg ;
- École Pierricq, au bourg ;
- École Le Petit-Prince, au bourg ;
- École de la Plage à Biscarrosse-Plage.

Deux collèges :
- Collège Jean-Mermoz ;
- Collège Nelson-Mandela (En 2006, pour faire face à l'évolution de la population, ce nouveau collège a vu le jour au nord de la ville. Celui-ci a été inauguré le 31 août 2009).

La ville abrite également une annexe de l'École nationale de l'aviation civile, utilisée pour la formation des élèves pilotes de ligne et des ingénieurs du contrôle de la navigation aérienne.

## Population et société

### Démographie
L'évolution du nombre d'habitants est connue à travers les recensements de la population effectués dans la commune depuis 1793. Pour les communes de plus de 10 000 habitants les recensements ont lieu chaque année à la suite d'une enquête par sondage auprès d'un échantillon d'adresses représentant 8 % de leurs logements, contrairement aux autres communes qui ont un recensement réel tous les cinq ans,.

En 2022, la commune comptait 15 412 habitants, en évolution de +8,43 % par rapport à 2016 (Landes : +5,78 %, France hors Mayotte : +2,11 %).
| 1793  | 1800  | 1806  | 1821  | 1831  | 1836  | 1841  | 1846  | 1851  |
| ----- | ----- | ----- | ----- | ----- | ----- | ----- | ----- | ----- |
| 1 292 | 1 240 | 1 367 | 1 479 | 1 551 | 1 548 | 1 547 | 1 607 | 1 669 |

| 1856  | 1861  | 1866  | 1872  | 1876  | 1881  | 1886  | 1891  | 1896  |
| ----- | ----- | ----- | ----- | ----- | ----- | ----- | ----- | ----- |
| 1 695 | 1 662 | 1 875 | 1 898 | 1 953 | 1 928 | 1 984 | 1 985 | 2 055 |

| 1901  | 1906  | 1911  | 1921  | 1926  | 1931  | 1936  | 1946  | 1954  |
| ----- | ----- | ----- | ----- | ----- | ----- | ----- | ----- | ----- |
| 2 238 | 2 457 | 2 585 | 2 481 | 2 378 | 2 465 | 2 471 | 3 057 | 3 081 |

| 1962  | 1968  | 1975  | 1982  | 1990  | 1999  | 2006   | 2011   | 2016   |
| ----- | ----- | ----- | ----- | ----- | ----- | ------ | ------ | ------ |
| 3 048 | 7 159 | 8 058 | 8 065 | 9 054 | 9 281 | 12 031 | 12 631 | 14 214 |

| 2021   | 2022   | - | - | - | - | - | - | - |
| ------ | ------ | - | - | - | - | - | - | - |
| 14 551 | 15 412 | - | - | - | - | - | - | - |

### Sports et loisirs
- Biscarrosse olympique rugby (BOR), fondé en 1922[46]
  - Champion de France Promotion d'Honneur 2016
  - Champion de France de 2e série 1981
  - Champion de France de 2e série 1953

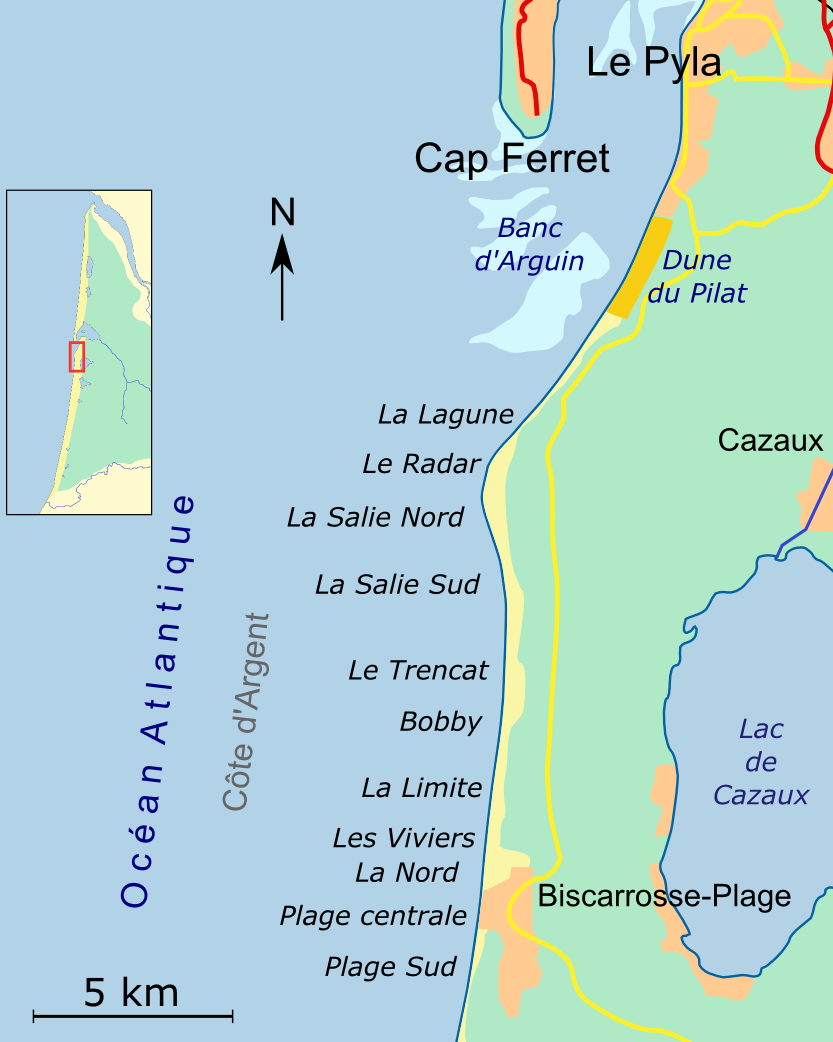
Spots de surf du Pilat à Biscarrosse.

- Biscarrosse Olympique Basket, fondé en 1971[47]. Vainqueur de la Coupe des Landes 2023-2024[48].
- Course d'orientation : Biscarrosse Olympique Nature Orientation.
- AquaPark : le Parc aquatique de Port Maguide à Biscarrosse.
- Promenade à cheval : dans la forêt des Landes de Gascogne.
- Bisc'Aventure' : 105 jeux accessibles à tous à partir de huit ans et 1,50 m les bras levés, jeux pour les tout petit de trois à huit ans, free-jump, saut à l'élastique…
- Surf : l'océan Atlantique borde Biscarrosse sur 9 km.
- Karting, golf, baptême de l'air en ULM, VTT…
- Balades : qu'elles soient pédestres, à bicyclette/VTT, en quad, en barque ou en bateau, la faune et la flore locales peuvent être découvertes en toute liberté.
- Football : division Honneur (plus haut niveau régional).
- Voile : le Centre nautique Biscarrosse olympique (CNBO).
- Échasses : groupe folklorique, artistique et sportif Les Hérons des Lacs et groupe folklorique Lous esquirous.
- Handball : gymnase à côté du collège Nelson-Mandela.

## Économie
- Traditionnellement basée sur la coupe des pins de la forêt des Landes, depuis sa plantation par Nicolas Brémontier, l'économie biscarrossaise est maintenant largement tournée vers le tourisme estival balnéaire et le commerce.
- Le DGA Essais de missiles (anciennement CELM pour Centre d'essais de lancement de missiles, anciennement CEL pour Centre d'essais des Landes) est situé entre Biscarrosse-plage et Mimizan-plage et entre l'océan Atlantique et l'étang de Biscarrosse et de Parentis. Ce centre de la Direction générale de l'Armement (DGA) est spécialisé dans les essais en vol et terrestre de missiles pour les industriels et clients du ministère de la Défense, ainsi que l'entraînement des forces armées.
- Biscarrosse est aussi la ville où est basé le 17e groupe d'artillerie.
- La ville possède une antenne de la Chambre de commerce et d'industrie des Landes.

## Culture locale et patrimoine

### Lieux et monuments
- Musée historique de l'hydraviation, à proximité du lac de Latécoère (lac de Parentis-Biscarrosse) ancienne base hydronavale pour les hydravions transatlantiques. Toute l'histoire de l'hydravion explicité par des maquettes, des photos et des pièces détachées vous est relatée dans ce musée. Découvrez l'épopée de l'hydraviation à travers des personnages comme Guillaumet ou encore Mermoz…
- L’église fortifiée Saint-Martin des XIVe et XVe siècles érigée en « garluche », pierre typique du pays landais.
- Église Sainte-Bernadette de Biscarrosse-Plage.
- Le château de Montbron date du XVIe siècle : il est constitué de quatre tours d'angle circulaires, avec fenêtres à meneaux ; il abrite des cheminées Louis XIII. Il accueillit une garnison du Prince Noir, lors de la possession de l’Aquitaine par les Anglais.
- Le vieil orme de Biscarrosse. Arbre ancien de plus de 600 ans qui voit, selon la légende, sa couronne de feuilles blanches pousser mystérieusement tous les ans au mois de mai. Mort en 2010, le Vieil Orme a été abattu en mai 2012. Les morceaux de l'arbre ont été récupérés pour intégrer un projet artistique afin de perpétuer sa mémoire[49].
- Le Musée des traditions et de l'histoire de Biscarrosse. Un Musée qui offre un panorama du patrimoine traditionnel landais et plus spécifiquement de celui du Pays de Born, et propose aux visiteurs une balade en barque pour découvrir les marais. La formation des dunes, des lacs, l'exploitation de la résine et les activités rurales et artisanales locales y sont exposées.

### Galerie Biscarrosse-Plage

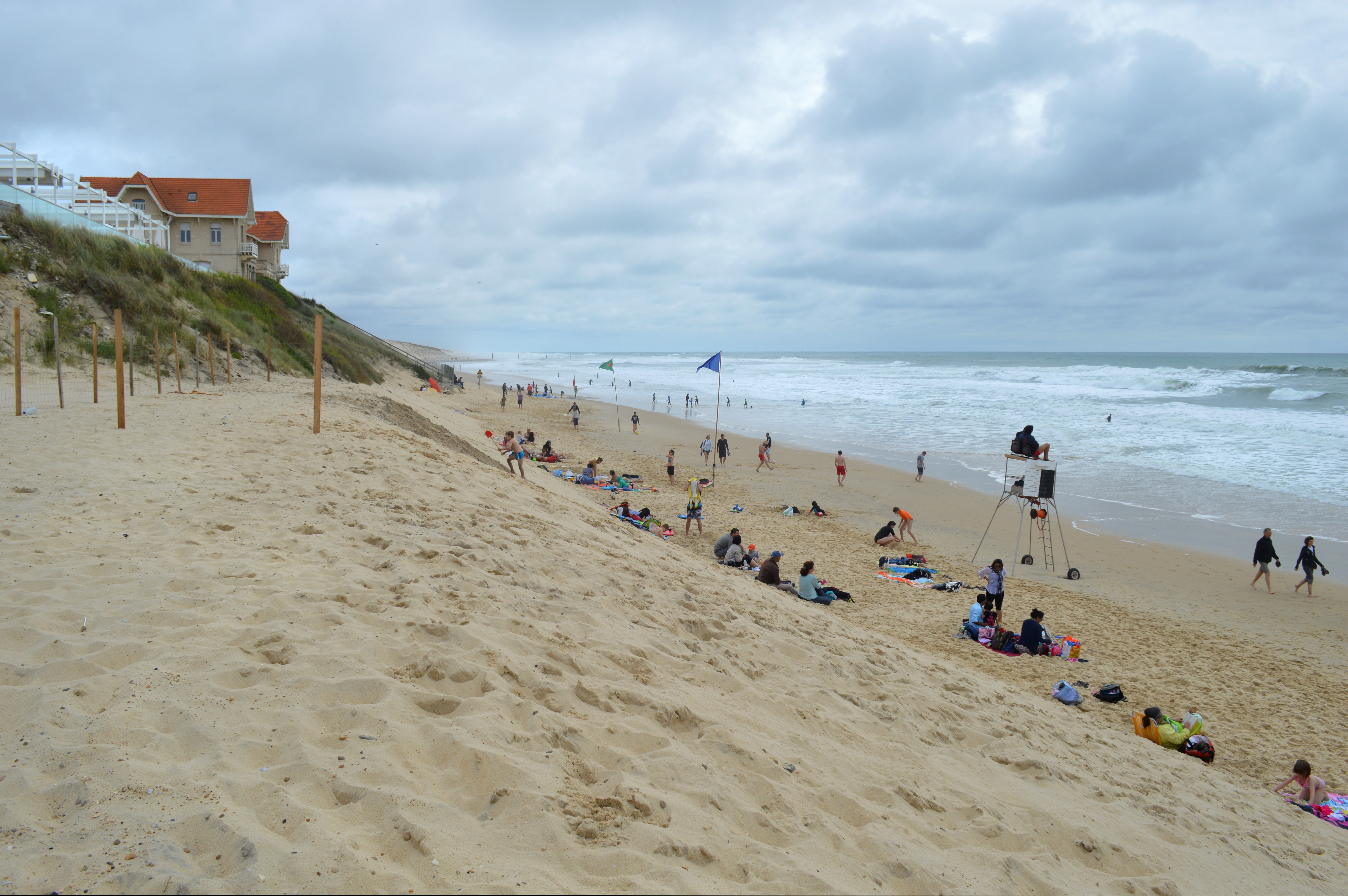
La plage, avec notamment le Grand Hôtel érigé en 1912, et les villas balnéaires jumelles du XIXe siècle « La Rafale » et « Les Embruns » qui sont voués à disparaître du fait du recul moyen du trait de côte d'environ 1,70 m par an. Depuis 2001, des opérations à court terme de rechargement en sable sont menées et coûtent chaque année 400000 euros à la commune.

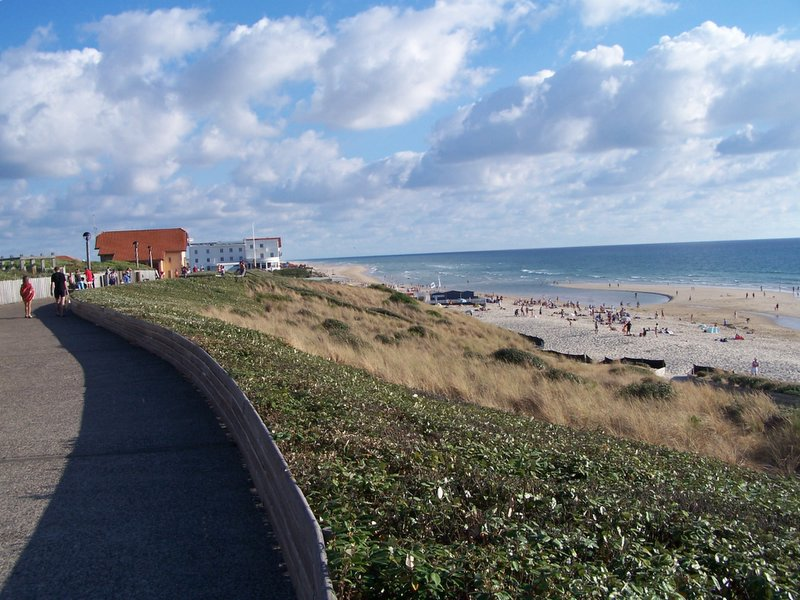
Promenade.
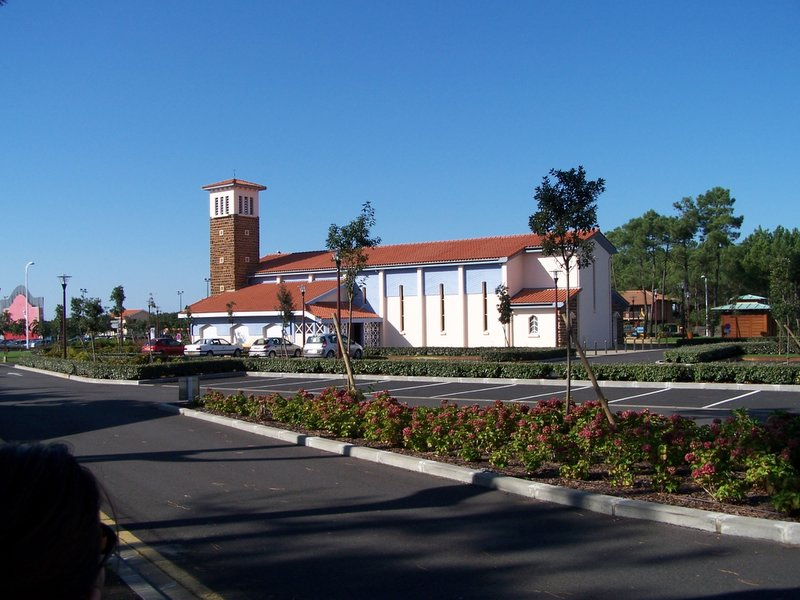
Église.
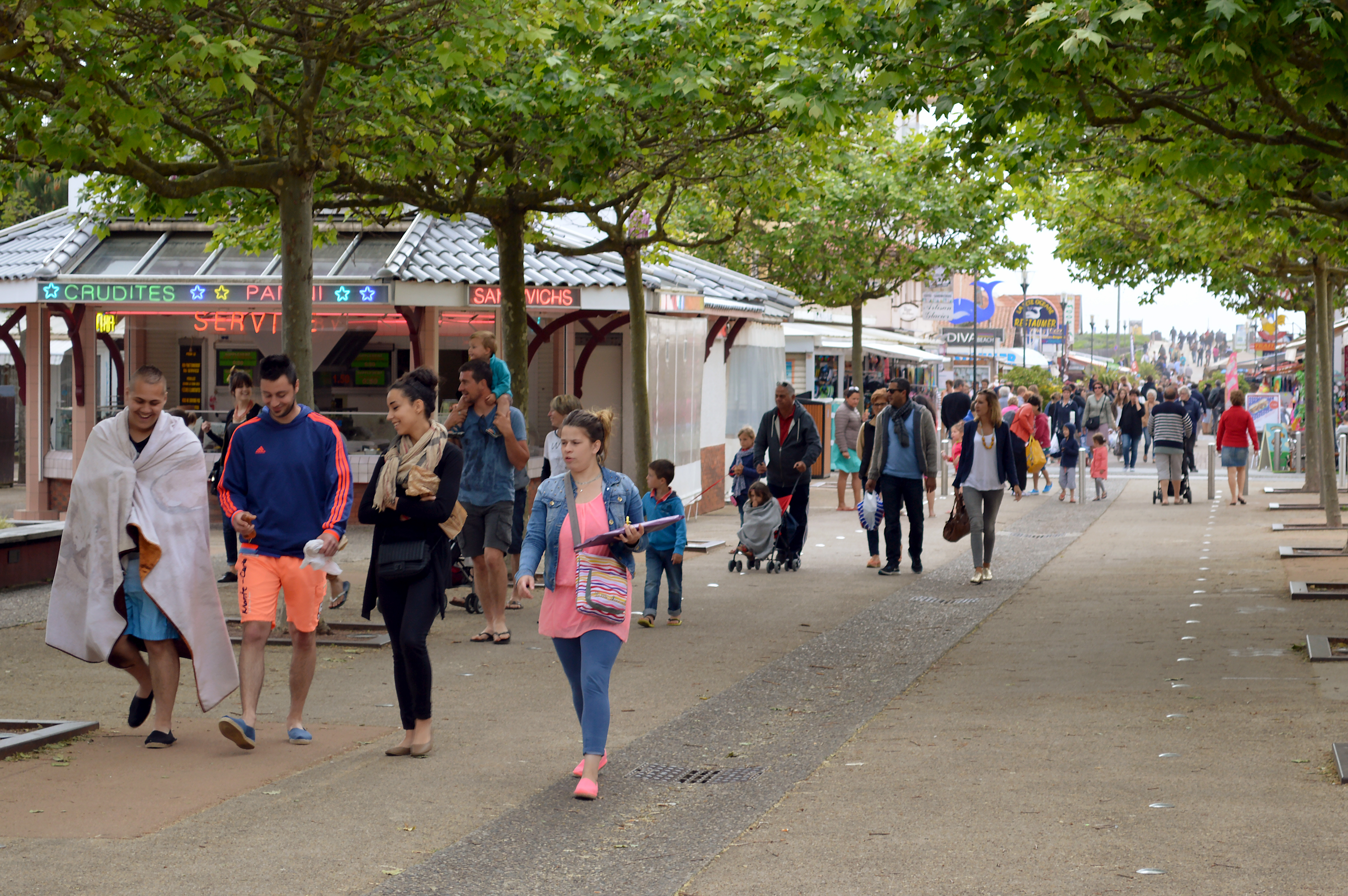
Place George Duffau

### Personnalités liées à la commune
- Pierre-Georges Latécoère établit à Biscarrosse une base de montage d'hydravions. Des vols transatlantiques partiront du lac de Biscarrosse-Parentis, également connu à Biscarrosse sous le nom de lac Latécoère.
- Antoine de Saint-Exupéry décollait du lac de Latécoère pour effectuer ses missions.
- L'archère et sportive de haut niveau Virginie Arnold est native de Biscarrosse.
- Léo Coly, champion du monde de rugby des moins de 20 ans
- Manon Durand, joueuse de rugby française, est née en 1997 à Biscarrosse

### Héraldique
| Blason de Biscarrosse | Les armes de Biscarrosse se blasonnent ainsi : D'argent au pin arraché de sinople, le fût lié en sautoir d'or, accosté de deux étoiles de gueules. |